# 府中市民球場
府中市民球場（ふちゅうしみんきゅうじょう）は、東京都府中市の府中中央公園内にある野球場。

## 歴史
1950年（昭和25年）5月に完成した府中町営球場の老朽化に伴い、1982年（昭和57年）7月に全面改築された。現在の府中市民球場も老朽化しており、府中市が2022年に女子野球タウンに認定されたことへの対応でトイレなどを男女別にすることを含めて、2023年9月から翌年にかけて改修を予定している。
社会人野球の強豪であった東芝府中の地元であり、同チームの統合（神奈川県川崎市の東芝野球部へ）後も都市対抗野球やクラブ等の東京都予選会場で使用される。
また、高校野球では春秋に加えて夏は全国高等学校野球選手権西東京大会だけでなく、都内東部エリアからも比較的近いため東東京大会の会場となることもある。
大学野球では東京六大学準硬式リーグ戦のほかに、東都大学野球の2部リーグ戦や1部の予備球場として使用実績がある。
野球オーストラリア代表が日本開催時の事前キャンプ地としており、府中市とオーストラリア野球連盟が覚書を締結している。これまでに2018年の侍ジャパンシリーズ、2019年のプレミア12、2023年のWBCおよびアジアプロ野球チャンピオンシップ、2024年のプレミア12において利用実績がある。

## 施設概要
- 面積：18,803 m2
- 両翼：95 m　中堅：120m
- 内野：クレー舗装 外野：天然芝
- 収容人員: 5,000人[8]
- 照明：6基
- スコアボード：フルカラーLED式（2019年改装。以前は磁気反転式）

## 交通アクセス
- JR武蔵野線北府中駅下車 徒歩5分
- 京王線府中駅下車 徒歩7分
- 京王バス（東芝前・総合医療センター 経由）国立駅行き市民球場前下車 徒歩1分[8]